# Deutsche Verlags-Anstalt
Die Deutsche Verlags-Anstalt (DVA) ist ein deutscher Buchverlag mit Sitz in München. Er geht auf die 1831 in Stuttgart gegründete Hallbergersche Verlagshandlung zurück. Später in Besitz von Robert Bosch und der Fazit-Stiftung, ist die Deutsche Verlags-Anstalt seit 2005 Teil der Verlagsgruppe Random House (heute Penguin Random House Verlagsgruppe genannt). Erfolgreichster Titel ist Die Biene Maja und ihre Abenteuer von Waldemar Bonsels. Außerdem wurde die Deutsche Verlags-Anstalt durch zahlreiche politische Biografien bekannt. Zum Programm zählen heute anspruchsvolle Belletristik, Lyrik und Sachbücher sowie Werke aus den Bereichen Architektur, Garten und Wohnen.

## Geschichte

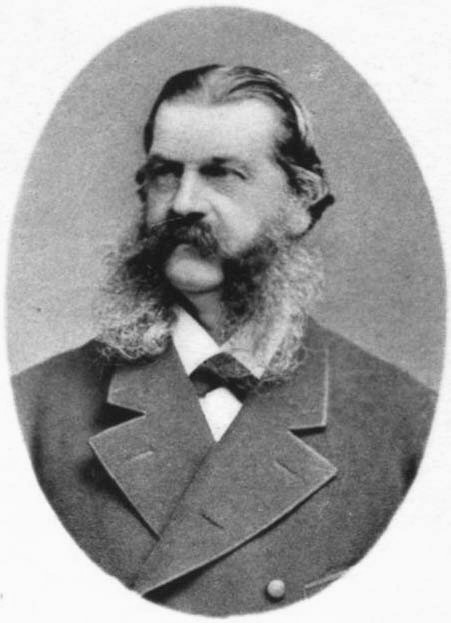
Porträt von Eduard Hallberger

1831 gründete Ludwig Hallberger in Stuttgart die Hallbergersche Verlagshandlung. Er war einer der ersten Verleger, der auf bekannte Stammautoren setzte, was entscheidend für die weitere Entwicklung seines Betriebs war. 1848 gründete sein Sohn Eduard Hallberger einen eigenen Verlag, dessen Programm von der Deutschen Revolution 1848/1849 geprägt war. Außerdem trat Eduard Hallberger in den jungen Markt für Zeitschriften ein. 1873 vereinigte man beide Verlage und bezog ein gemeinsames Verlagsgebäude. Der Verlag war zu diesem Zeitpunkt bereits einer der wichtigsten Akteure der Branche. Nachdem Ludwig und Eduard Hallberger verstorben waren, wurde das Unternehmen 1881 unter dem Namen „Deutsche Verlags-Anstalt“ in eine Aktiengesellschaft umgewandelt. Die Geschäftsführung des Unternehmens übernahm Karl Hallberger, der Bruder von Eduard. Damals spielten auch die Druckereien, Buchbindereien, Papier- und Zellulosefabriken der Deutschen Verlags-Anstalt eine große Rolle für das Geschäft. Die Hälfte der Aktien der Deutschen Verlags-Anstalt befanden sich im Eigentum von Ludwig und Eduard Hallbergers Erben, die andere Hälfte wurde von drei Banken gehalten.
1910 übernahm Gustav Kilpper die Leitung der Deutschen Verlags-Anstalt. Unter seiner Ägide setzte sich der wirtschaftliche Erfolg fort, vor allem durch neue Autoren wie zum Beispiel Thomas Mann. 1920 erwarb Robert Bosch auf Bitten süddeutscher Liberaler 54,6 Prozent der Aktien des Unternehmens. Wichtigstes Ziel der Beteiligung war es, nationalistische Einflüsse auf die Deutsche Verlags-Anstalt zu verhindern. Anfang der 1920er Jahre kaufte die Deutsche Verlags-Anstalt die Konkurrenten Schuster & Löffler, Egon Fleischel & Co. sowie Friedrich Andreas Perthes. Mit diesen Verlagen wurde das Programm nennenswert erweitert. Nach Hitlers Machtergreifung geriet die Deutsche Verlags-Anstalt in Konflikt mit den Nationalsozialisten. Sie verhafteten Gustav Kilpper vorübergehend aufgrund des Vorwurfs, kritische Zeitschriften herauszubringen. 1936 musste Robert Bosch auf Druck der Nationalsozialisten seine Aktien verkaufen. Man gliederte die Deutsche Verlags-Anstalt in den regimetreuen Verlag Franz Eher Nachfolger ein. Das Verlagsgebäude fiel den Bombenangriffen von 1944 zum Opfer.
Nach dem Ende des Zweiten Weltkriegs erhielt die Deutsche Verlags-Anstalt 1945 eine Drucklizenz von der Militärregierung. Aufgrund der umfangreichen Backlist entwickelte sich das Unternehmen in den nächsten Jahren wieder zu einem der größten deutschen Verlage. Im Programm nahm auch Lyrik eine wichtige Rolle ein. 1950 wurden den Erben von Robert Bosch die Anteile an der Deutschen Verlags-Anstalt zurückerstattet. In den Nachkriegsjahren befand sich die Zentrale des Unternehmens provisorisch in der Mörikestraße, bevor es 1958 an seinen Stammsitz in der Neckarstraße zurückkehrte. Man kaufte den Engelhorn Verlag, der im Bereich der Unterhaltungsliteratur sehr erfolgreich war. Außerdem beteiligte sich die Deutsche Verlags-Anstalt als Gründungsgesellschafter am Deutschen Taschenbuchverlag. Das Angebot an Zeitschriften wurde wieder erweitert, unter anderem erschien 1964 die erste Ausgabe von Bild der Wissenschaft.
1974 geriet die Deutsche Verlags-Anstalt in eine Krise: Die Geschäftsführung beschloss, die defizitäre Druckerei zu schließen. Davon waren 450 Arbeitsplätze betroffen, weshalb die Entscheidung in einer breiten Öffentlichkeit diskutiert wurde. Um einen Ansehensverlust der Deutschen Verlags-Anstalt abzuwenden, setzte man 1980 eine neue Eigentümerstruktur durch: Ein Drittel der Aktien übernahm die DVA-Stiftung, die aus Mitteln der Erben von Robert Bosch gegründet wurde. Die restlichen zwei Drittel des Verlags kaufte die Frankfurter Allgemeine Zeitung. Zu diesem Zeitpunkt machte die Deutsche Verlags-Anstalt rund 40 Millionen Mark Umsatz. 1997 gab die DVA-Stiftung ihre Anteile vollständig ab, um sich auf die Förderung von Wissenschaft, Forschung, Erziehung und Völkerverständigung zu konzentrieren. Alleiniger Gesellschafter der Deutschen Verlags-Anstalt war nun die Fazit-Stiftung, die auch hinter der Frankfurter Allgemeinen Zeitung steht. Zwischenzeitlich hatte die Deutsche Verlags-Anstalt den Manesse Verlag übernommen, der bis heute für seine „Bibliothek der Weltliteratur“ bekannt ist.
2000 verlegte die Deutsche Verlags-Anstalt ihren Sitz von Stuttgart nach München. 2001 übernahm sie den ebenfalls in München ansässigen Kösel Verlag. Im selben Jahr begann mit einem Buch über die Terroranschläge am 11. September 2001 die Kooperation der Deutschen Verlags-Anstalt mit dem Spiegel-Verlag. 2002 geriet die Frankfurter Allgemeine Zeitung in wirtschaftliche Schwierigkeiten, weshalb die Deutsche Verlags-Anstalt verkauft werden sollte. 2003 erwarb die Konradin Mediengruppe zunächst die Zeitschriften der Deutschen Verlags-Anstalt, sodass aus dem Unternehmen ein reiner Buchverlag wurde. 2005 verkaufte die Frankfurter Allgemeine Zeitung die Deutsche Verlags-Anstalt einschließlich Kösel und Manesse an die Verlagsgruppe Random House.
Die Bertelsmann-Tochtergesellschaft baute damit ihre Position im deutschen Markt aus. Dies wurde von Beobachtern und anderen Verlagen kritisiert. Trotzdem genehmigte das Bundeskartellamt die Übernahme. Auch nach dem Verkauf blieb die Deutsche Verlags-Anstalt ein selbstständiger Verlag unter dem Dach der Verlagsgruppe.

## Programm
Bei Ludwig Hallberger erschienen Romane von Carl Spindler und Reiseberichte von Hermann von Pückler-Muskau. Sein Werk Andeutungen über Landschaftsgärtnerei war das erste Architekturbuch der Deutschen Verlags-Anstalt und bis in die 1990er Jahre lieferbar. Mit Nikolaus Lenau wechselte ein prominenter Autor von Klett-Cotta zu Ludwig Hallberger. Die erste Publikation seines Sohnes Eduard waren Wehrmanns Lieder, der Titel sollte der Deutschen Revolution 1848/1849 nützen. Ein wichtiges Produkt Eduard Hallbergers waren Zeitschriften und Illustrierte wie zum Beispiel Illustrierte Welt und Über Land und Meer. Nach der Fusion beider Familienbetriebe erschienen im Verlag zum Beispiel Werke von Otto Julius Bierbaum, Ricarda Huch und Theodor Fontane sowie Übersetzungen der Autoren August Strindberg, Lew Nikolajewitsch Tolstoi, Iwan Sergejewitsch Turgenew, Mark Twain und Émile Zola.
Unter Gustav Kilpper kamen die Autoren Max Bense, Karen Blixen, Maurice Maeterlinck und andere zur Deutschen Verlags-Anstalt. In den 1920er Jahren erweiterte man das Programm durch Verlagszukäufe um Waldemar Bonsels, Börries von Münchhausen, Ina Seidel und Clara Viebig. Deutsche Autoren, darunter Heinrich Lersch, Gottfried Benn und Erich Kästner, gewannen an Bedeutung. 1923 veröffentlichte Thomas Mann die Bekenntnisse des Hochstaplers Felix Krull in der Deutschen Verlags-Anstalt. Man war führend im Bereich der Biografien und Memoiren von Politikern wie zum Beispiel Otto von Bismarck. „Die Literatur“ entwickelte sich zu einer wichtigen Zeitschrift der Literaturkritik und Literaturvermittlung, schrieb aber dauerhaft Verluste.
Nach dem Zweiten Weltkrieg verwertete die Deutsche Verlags-Anstalt zunächst ihre Backlist. Paul Celan wurde mit dem 1952 erschienenen Gedichtband Mohn und Gedächtnis bekannt. Überhaupt spielte Lyrik eine große Rolle. 1964 rief man unter dem Namen „Bild der Wissenschaft“ eine der ersten populärwissenschaftlichen Zeitschriften ins Leben. In den 1970er Jahren kam mit Marcel Reich-Ranicki ein weiterer renommierter Autor zur Deutschen Verlags-Anstalt. Dieser half, Sarah Kirsch und Ulla Hahn für die Deutsche Verlags-Anstalt zu gewinnen. Zu bekannten Autoren von Sachbüchern zählten Peter Scholl-Latour, Frederic Vester und Ian Kershaw mit seiner Hitler-Biografie. Angela Merkel schrieb ein Buch zum Thema Umweltschutz mit Titel „Der Preis des Überlebens“. In den letzten Jahren veröffentlichte die Deutsche Verlags-Anstalt zum Beispiel Bücher von Christopher Clark, Le Corbusier, Michael Kleeberg, Peter Merseburger, Wolfgang Pehnt, Holger Reiners, Thilo Sarrazin, Hans-Peter Schwarz, und Tiziano Terzani.